# 文化工房
株式会社文化工房（ぶんかこうぼう）は、テレビ番組の制作・編集・スチルカメラマンや広告制作・印刷などの業務を行う制作プロダクションである。テレビ朝日の関連会社でもある。

## 会社概要
出典:

### 所在地
- 〒106-0032 東京都港区六本木5-10-31

### 役員
- 代表取締役：佐藤　耕二
- 常務取締役：佐野　純夫
- 取締役：望月　靖久
- 取締役：齋藤　博人
- 取締役（非常勤）：加藤　暁史
- 取締役（非常勤）：高須　喜好
- 監査役（非常勤）：香山　敬三

## 番組制作部
テレビ朝日の報道・スポーツ・情報番組を用いて制作業務を行っている。
（特に記述がない場合はテレビ朝日）

### 現在

#### 報道・情報系番組
- 修造学園 ～学校では教えてくれない授業～
- ザ・ノンフィクション（フジテレビ）
- 日経スペシャル ガイアの夜明け（テレビ東京）
- 夢の扉 〜NEXT DOOR〜（TBS）

#### スポーツ番組
- 報道ステーション・スポーツ
- GET SPORTS
- やべっちFC〜日本サッカー応援宣言〜
- 速報!スポーツLIVE
- 夢追うチカラ 〜JAPAN DREAM〜
- 速報!甲子園への道

### 過去

#### 報道・情報系番組
- 素敵な宇宙船地球号

#### スポーツ番組
- ニュースステーション・スポーツ
- ベストポジションSPORTS
- NANDA!?
- 挑戦するNo.1

##### ドラマメイキング
連続ドラマ
- 逮捕しちゃうぞ
- 動物のお医者さん
- OL銭道
- 電池が切れるまで
- ああ探偵事務所
- 雨と夢のあとに
- 家族〜妻の不在・夫の存在〜
- 小児救命

スペシャルドラマ
- 流転の王妃・最後の皇弟
- にんげんだもの
- 愛と死をみつめて
- 玉蘭
- テレサ・テン物語〜私の家は山の向こう
- 松本清張 点と線
- 刑事一代 平塚八兵衛の昭和事件史

## 撮影部
テレビ朝日の報道・情報・スポーツ番組でENG取材撮影を行っている。
（特に記述がない場合はテレビ朝日）

### テレビ番組

#### 現在

##### 報道・情報系番組
ニュース
- スーパーJチャンネル
- 報道ステーション

情報番組
- スーパーモーニング
- ズームイン!!SUPER（日本テレビ）

ドキュメンタリー・教養
- 素敵な宇宙船地球号
- テレメンタリー
- 修造学園
- ザ・ノンフィクション（フジテレビ）
- 日経スペシャル ガイアの夜明け（テレビ東京）

##### スポーツ番組
スポーツ一般
- 報道ステーション・スポーツ
- GET SPORTS
- やべっちFC〜日本サッカー応援宣言〜
- 速報!スポーツLIVE
- 速報!甲子園への道

#### 過去

##### スポーツ番組
スポーツ一般
- ニュースステーション・スポーツ

##### ドラマメイキング
連続ドラマ
- 逮捕しちゃうぞ
- 動物のお医者さん
- OL銭道
- 電池が切れるまで
- ああ探偵事務所
- 雨と夢のあとに
- 家族〜妻の不在・夫の存在〜
- 小児救命

スペシャルドラマ
- 流転の王妃・最後の皇弟
- にんげんだもの
- 愛と死をみつめて
- 玉蘭
- テレサ・テン物語〜私の家は山の向こう
- 松本清張 点と線
- 刑事一代 平塚八兵衛の昭和事件史

### テレビ番組以外の仕事

#### ミュージックビデオ
※ビーイング系アーティストを出かけることが多い。
- 愛内里菜
  - 「君との出逢い 〜good bye my days〜」
  - 「STORY」
  - 「SUMMER LIGHT」
- 上木彩矢
  - 「Summer Memories」
  - 「Are you happy now?」（アルバム「Are you happy now?」内）
  - 「世界はそれでも変わりはしない」
- BREAKERZ
  - 「ナンゼンカイ…ナンマンカイ…」（アルバム「CRASH & BUILD」内）
  - 「NO SEX NO LIFE」（アルバム「CRASH & BUILD」内）
- 平田香織「スタイリッシュスター」
- Hundred Percent Free「Believer」（アルバム「REBOOT」内）

#### ゲームアプリ
- そろえて消してみんくるパズル（2015年）
- 道をつなげてみんくるのバスライド（2015年）
- 集めて!みんくる（2015年）

#### ドキュメンタリ
- ただいま、つなかん

## メディアクリエイト部
テレビ番組・映画のスチルカメラマンや広告、印刷、web制作の事業を行っている。